# Distretto di Zarbdor
Il distretto di Zarbdor, creato il 12 dicembre del 1979, è uno dei 12 distretti della Regione di Djizak, in Uzbekistan. Il capoluogo è Zarbdor.